# Johanna Skottheim
Johanna Skottheim (ur. 29 maja 1994 w Transtrand) – szwedzka biathlonistka.
Po raz pierwszy na arenie międzynarodowej pojawiła się 9 stycznia 2015 roku w Dusznikach-Zdroju, gdzie w zawodach Pucharu IBU zajęła 50. miejsce w sprincie. W Pucharze Świata zadebiutowała 8 stycznia 2016 w Ruhpolding, zajmując 89. miejsce w sprincie. Pierwsze punkty zdobyła nieco ponad cztery lata później, 15 stycznia 2020 roku w tej samej miejscowości, gdzie rywalizację w sprincie ukończyła na trzynastej pozycji. Na podium zawodów tego cyklu pierwszy raz stanęła 28 listopada 2020 roku w Kontiolahti, kończąc rywalizację w biegu indywidualnym na trzeciej pozycji. Wyprzedziły ją tam tylko Włoszka Dorothea Wierer i Niemka Denise Herrmann. W 2020 roku wzięła udział w mistrzostwach świata w Anterselvie, gdzie w swoim jedynym starcie zajęła 43. miejsce w biegu indywidualnym.

## Osiągnięcia

### Mistrzostwa świata
| Rok  | Miejscowość | Konkurencje | Konkurencje | Konkurencje | Konkurencje | Konkurencje | Konkurencje | Konkurencje |
| Rok  | Miejscowość | IN          | SP          | PU          | MS          | RL          | MR          | SR          |
| ---- | ----------- | ----------- | ----------- | ----------- | ----------- | ----------- | ----------- | ----------- |
| 2020 | Anterselva  | 43.         | –           | –           | –           | –           | –           | –           |
| 2021 | Pokljuka    | 49.         | –           | –           | –           | 5.          | –           | –           |

### Mistrzostwa Europy
| Rok  | Miejscowość    | Konkurencje | Konkurencje | Konkurencje | Konkurencje | Konkurencje | Konkurencje | Konkurencje |
| Rok  | Miejscowość    | IN          | SP          | PU          | MS          | RL          | MR          | SR          |
| ---- | -------------- | ----------- | ----------- | ----------- | ----------- | ----------- | ----------- | ----------- |
| 2016 | Tiumeń         | nd.         | 47.         | 44.         | nd.         | nd.         | 10.         | ?.          |
| 2017 | Duszniki-Zdrój | 25.         | 25.         | 22.         | nd.         | nd.         | 10.         | ?.          |
| 2018 | Ridnaun        | 37.         | 28.         | 11.         | nd.         | nd.         | 6.          | ?.          |

### Puchar Świata

#### Miejsca w klasyfikacji generalnej
| Sezon     | Miejsce           |
| --------- | ----------------- |
| 2019/2020 | 45.               |
| 2020/2021 | 41.               |
| 2021/2022 | 97.               |
| 2022/2023 | 63.               |
| 2023/2024 | nie brała udziału |
| 2024/2025 | 45.               |

#### Miejsca na podium w zawodach PŚ chronologicznie
| Lp. | Dzień        | Rok  | Miejscowość | Konkurencja                | Lokata | Pudła   | Czas biegu | Strata | Zwycięzca       |
| --- | ------------ | ---- | ----------- | -------------------------- | ------ | ------- | ---------- | ------ | --------------- |
| 1.  | 28 listopada | 2020 | Kontiolahti | Bieg indywidualny na 15 km | 3.     | 0+0+0+0 | 44:25,0    | + 24,1 | Dorothea Wierer |